# Lithocarpus songkoensis
Lithocarpus songkoensis är en bokväxtart som beskrevs av Aimée Antoinette Camus. Lithocarpus songkoensis ingår i släktet Lithocarpus och familjen bokväxter. Inga underarter finns listade.